# West End (Édimbourg)
Pour les articles homonymes, voir West End (homonymie).
West End, (en gaélique écossais : An Ceann Siar) est un quartier du centre de la capitale écossaise, Édimbourg. En 1995, l'UNESCO a déclaré une grande partie du quartier site du patrimoine mondial, avec la Vieille Ville et la New Town, bien que cela ne soit pas indiqué dans le titre.

## Quartier
Si la vieille ville d'Édimbourg est le centre historique et la nouvelle ville d'Édimbourg le centre économique, le West End est une sorte de centre culturel de la ville, car il abrite de nombreux lieux artistiques, notamment le Théâtre Royal Lyceum, l’Edinburgh Filmhouse, la salle de concert Usher Hall, l’Edinburgh International Conference Centre et la Scottish National Gallery of Modern Art avec ses deux sites - le Modern One et le Modern Two.
Le quartier est l’un des plus riches d’Édimbourg et comprend un grand nombre des rues les plus chères de la capitale écossaise. De nombreux pays ont leurs consulats dans le West End et l’Église épiscopale écossaise y a son siège à la cathédrale épiscopalienne Sainte-Marie. 

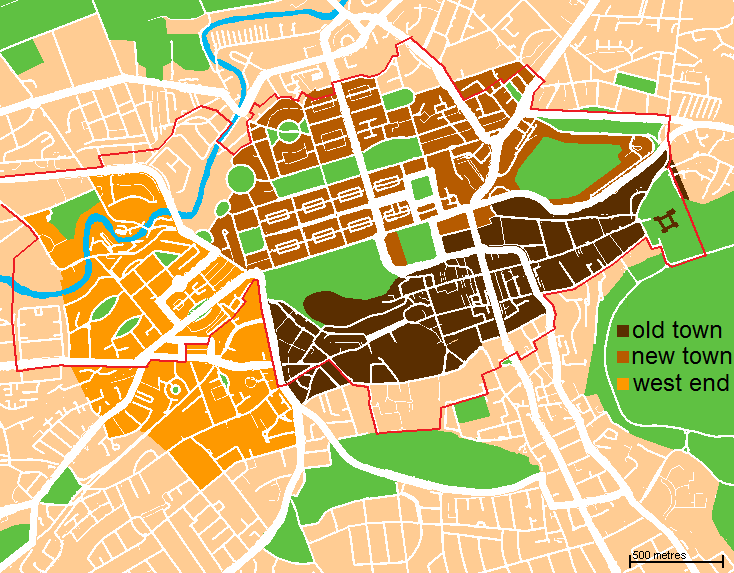
Centre-ville d'Édimbourg :
Vieille ville
New Town
West End
Zone du patrimoine mondial de la ligne rouge
West End

## Site du patrimoine mondial
La partie nord du quartier de West End se trouve dans le site du patrimoine mondial de la ville d'Édimbourg. En conséquence, ce quartier de la ville possède une belle architecture, principalement caractérisée par d'élégantes maisons mitoyennes de style architectural géorgien.

## Galerie

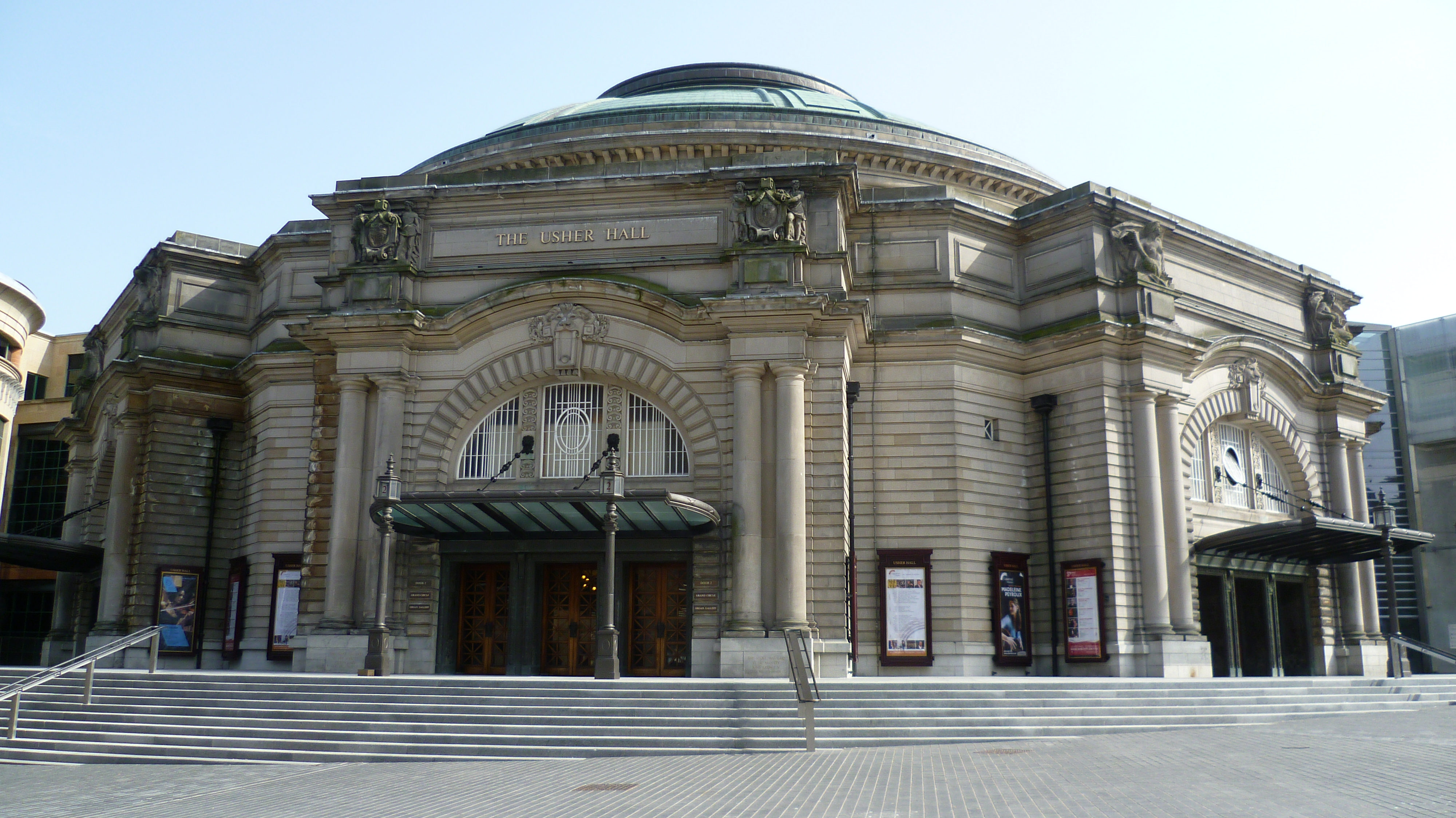
Usher Hall.
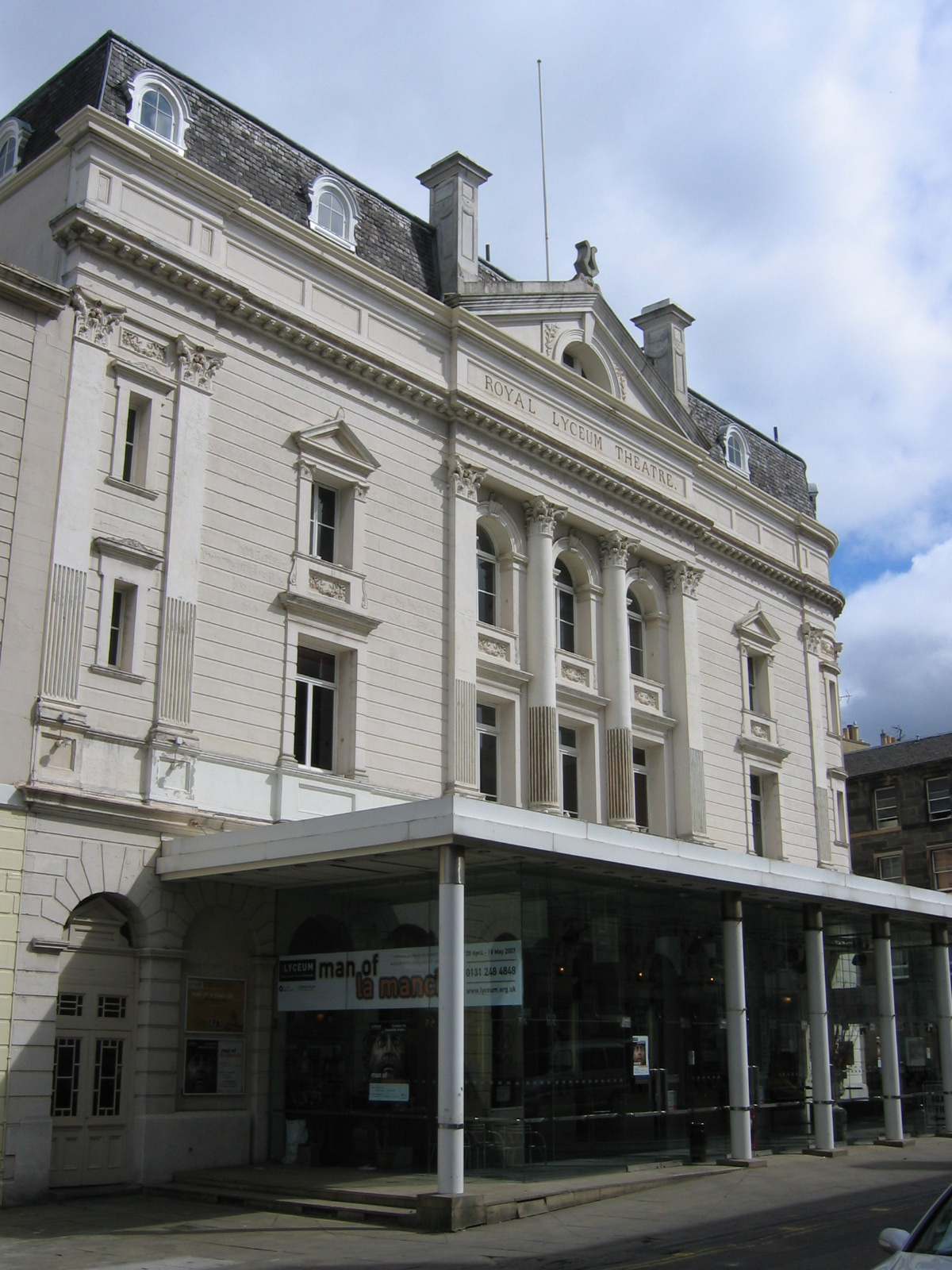
Théâtre Royal Lyceum.
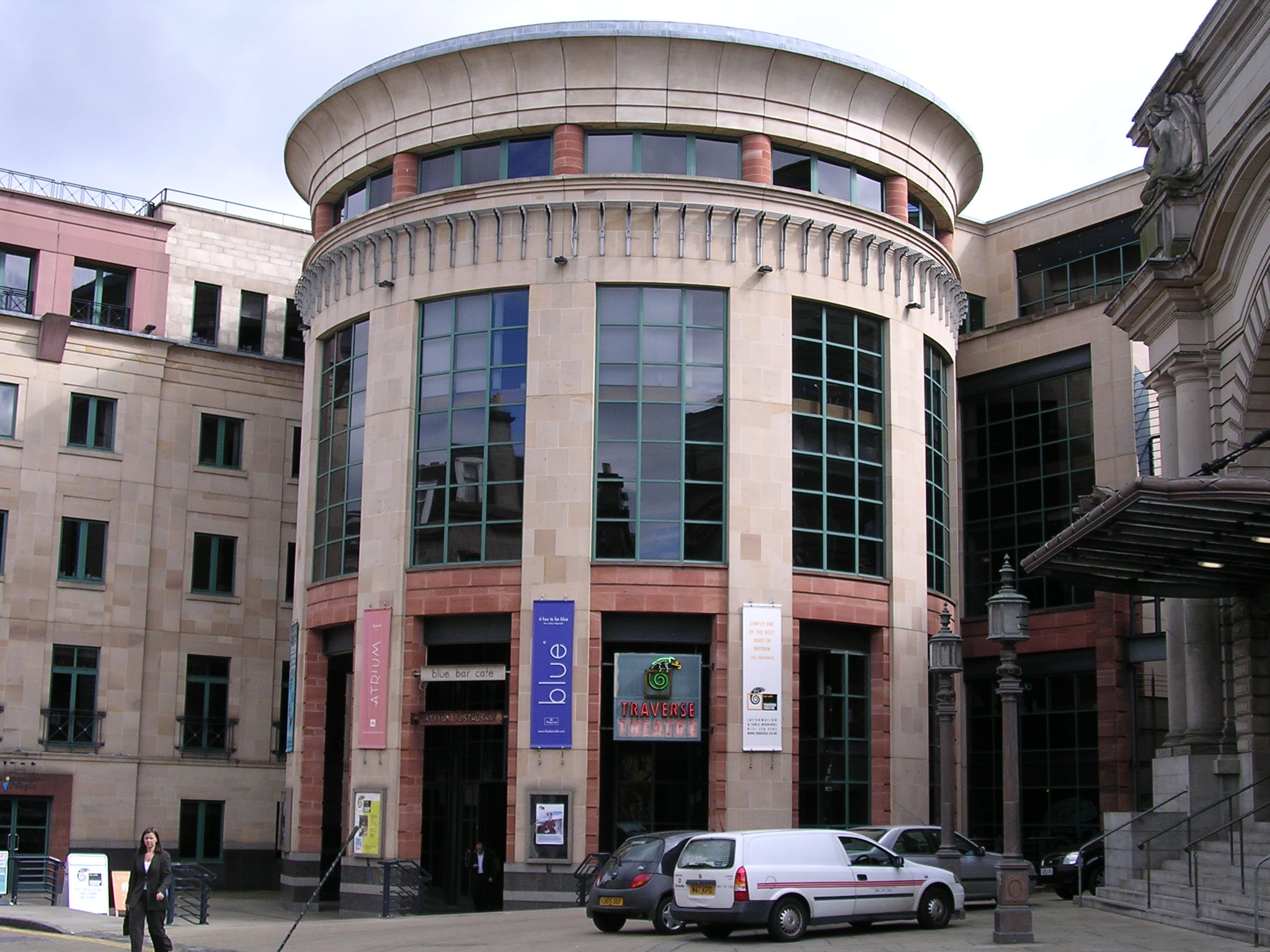
Théâtre Traverse.
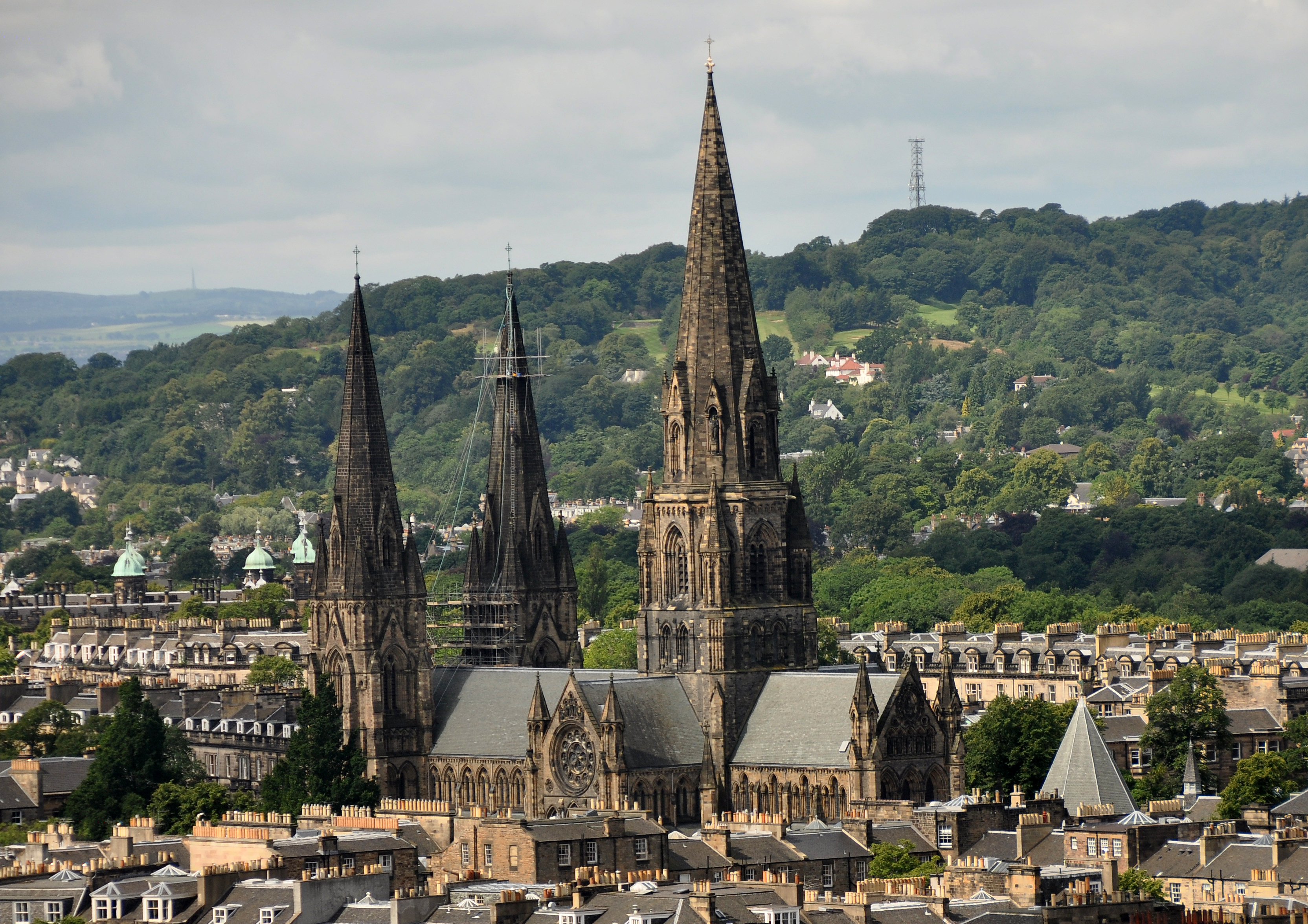
Cathédrale Notre-Dame.
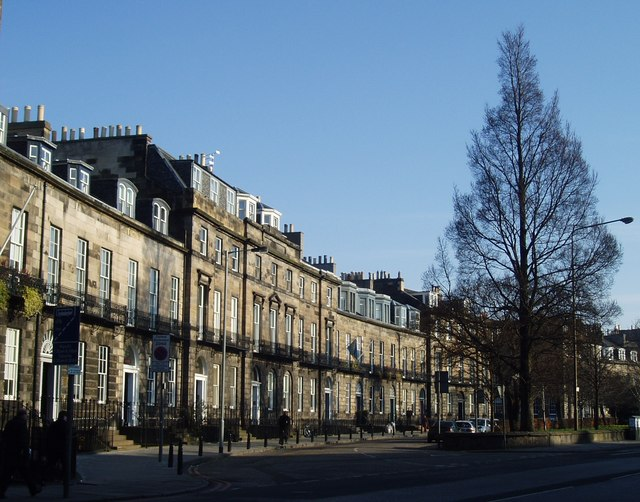
Maisons de style géorgien.
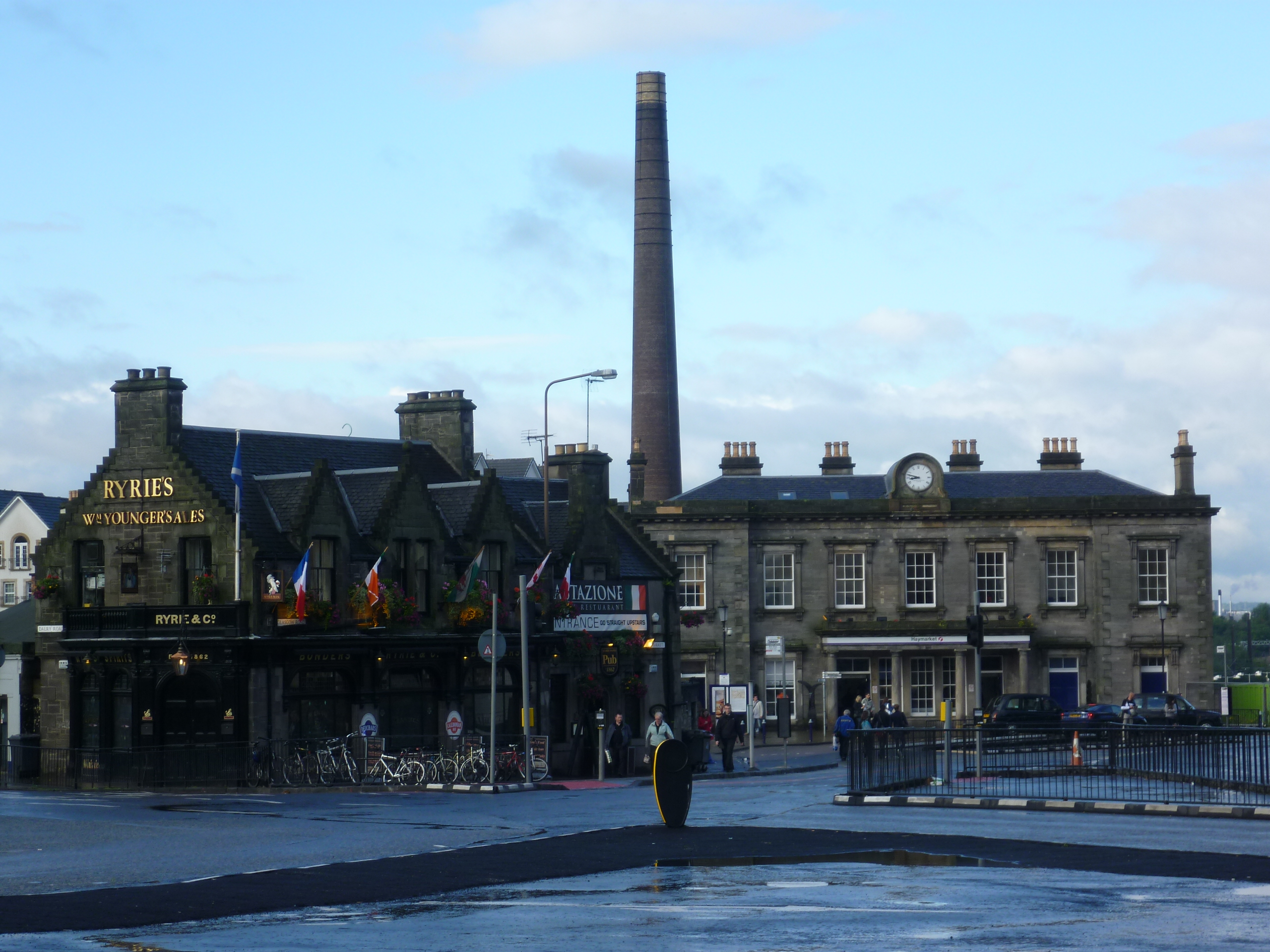
Haymarket.